# Admiral Freebee (album)
Admiral Freebee là album đầu tay của ban nhạc rock Bỉ Admiral Freebee, phát hành năm 2003.

## Danh sách bài hát
(Tất cả bài hát đều do Tom Van Laere viết lời)
1. "Get out of Town" – 5:34
2. "Rags 'n' Run" – 4:33
3. "Rebound Love" – 4:13
4. "Ever Present" – 4:35
5. "There's a Road (Noorderlaan)" – 2:39
6. "I Got Love" – 2:12
7. "Mediterranean Sea" – 4:19
8. "Admiral For President" – 5:48
9. "Serenity Now!" – 3:32
10. "Einstein Brain" – 2:46
11. "Alibies" – 4:53
12. "Bad Year For Rock 'n' Roll" – 3:23